# Apicia aberrans
Apicia aberrans är en fjärilsart som beskrevs av Dyar 1918. Apicia aberrans ingår i släktet Apicia och familjen mätare. Inga underarter finns listade i Catalogue of Life.